# 3252 Johnny
A 3252 Johnny (ideiglenes jelöléssel 1981 EM4) a Naprendszer kisbolygóövében található aszteroida. Schelte J. Bus fedezte fel 1981. március 2-án.